# Stíny horkého léta
Stíny horkého léta je český film režiséra Františka Vláčila, natočený v roce 1977. Film vyhrál Křišťálový glóbus na Mezinárodním filmovém festivalu Karlovy Vary 1978.
Vláčil spolupracoval se scenáristou Jiřím Křižanem na dvou dramatických příbězích odehrávajících se po skončení druhé světové války. Stíny horkého léta se stejně jako pozdější adaptace románu Ladislava Fukse Pasáček z doliny (1983) odehrávají v roce 1947 v Beskydech. V obou případech naruší poklidný život protagonistů banderovci, kteří se potulují po lesích a zoufale hledají možnost úniku za hranice. Ovčák Ondřej Baran se na horské samotě pokouší ochránit svou rodinu a zároveň trpně neposluhovat rozpoutanému, svévolnému zlu. Hlavní postavy ve filmu ztvárnili Juraj Kukura, Marta Vančurová a Jiří Bartoška.
V roce 2024 byl film digitálně zrestaurován za spolupráce Národního filmového archivu, Státního fondu kinematografie a Mezinárodního filmového festivalu Karlovy Vary.

## Děj
Film se odehrává dva roky po druhé světové válce v odlehlé části Beskyd. Hlavním hrdinou je venkovský statkář Ondřej Baran, který žije na samotě se svou ženou Terezkou, dospívajícím synem a malou dcerkou. Koncem léta vtrhne do jejich statku na horské samotě skupina mužů v rozedraných uniformách. Jeden z nich, patrně jejich velitel, je těžce raněn. Hospodář v obavách o životy svých blízkých přistoupí na podmínky po zuby ozbrojených mužů. Ve městě dole v údolí vyláká z bytu doktora a spolu s jedním z banderovců ho unese na usedlost. Lékař raněného ošetří, ale ten potřebuje pár dní na zotavení. Ondřej musí pro pětici můžů shánět potraviny a tabák. Zprvu se vyhýbá konfliktu a vyslouží si pohrdání svého syna. Přitom se ale vnitřně připravuje na rozhodující střetnutí. Usilovně zacvičuje syna Lukáše do povinností hospodáře – sekání kosou, dojení ovcí i opravy šindelové střechy. Když se Ondřej ve městě dozví od velitele SNB o chystaném zátahu na banderovce, rozhodne se pro aktivní odpor. V noci zabije hlidkujícího muže nožem a další dva zastřelí ukořistěnou zbraní. Čtvrtý člen bandy prchne. Když doktor ošetřuje Ondřejovi prostřelené rameno, zraněný velitel bandy hospodáře zastřelí ukrytou pistolí. Zoufalá Terezka s dcerkou na ruce, Lukáš vedoucí koně a doktor kráčejí za vozem s rakví dolů do města.

## Obsazení
| Juraj Kukura     | Ondřej Baran        |
| Marta Vančurová  | Tereza Baranová     |
| Gustáv Valach    | Pavel Valchar       |
| Robert Lischke   | Lukáš Baran         |
| Karel Chromík    | banderovský poručík |
| Zdeněk Kutil     | Starý               |
| Jiří Bartoška    | Bělovlasý           |
| Augustín Kubán   | Lysý                |
| Gustav Opočenský | Raněný banderovec   |
| Ilja Prachař     | Poručík Grygar      |
| Jaroslav Krabica | Host v hospodě      |